# 青森県道221号鳥屋部十日市線
青森県道221号鳥屋部十日市線（あおもりけんどう221ごう とやべとおかいちせん）は、青森県三戸郡階上町から八戸市に至る一般県道である。

## 概要
階上町鳥屋部の青森県道42号名川階上線交点から分岐し、北西方向へ進んで旧・八戸市立松館小学校付近から松館川にほぼ並行して進む。八戸久慈自動車道（国道45号八戸南環状道路）の下を交差し、八戸市新井田字赤御堂前の青森県道139号差波新井田線交点に至る。

### 路線データ
- 起点：三戸郡階上町大字鳥屋部[1]
- 終点：八戸市大字十日市[1]

## 歴史
- 1961年（昭和36年）2月10日 - 県道に認定される[1]。

## 地理

### 交差する道路
- 青森県道42号名川階上線（三戸郡階上町大字鳥屋部、起点）
- 青森県道139号差波新井田線（八戸市大字十日市、終点）

### 沿線の施設など
- 階上岳登山口
- 階上町立階上小学校